# 10 Years
10 Years é uma banda norte-americana de metal alternativo formada em 1999 na cidade de Knoxville, Tennessee. Suas influências musicais são, Alice in Chains, Tool, Deftones, Staind e Pantera. Em 2005 a banda assina contrato com a Republic/Universal, no mesmo ano é lançado o álbum ‘The Autumn Effect’, com as músicas “Wasteland” e “Through The Iris” tocando nas rádios, a banda sai em turnê com Disturbed e Ill Niño. Desde então a banda vem realizando inúmeros shows ao lado de grandes bandas em grandes festivais.

## Integrantes

### Formação atual
- Brian Vodinh – guitarra (base: 2009-2016, solo: 2016-presente), bateria (1999-presente), baixo (2016-presente)
- Matt Wantland – guitarra base (1999-2009, 2016-presente)
- Jesse Hasek – vocal (2001-presente)

### Integrante de turnê
- Sam Anderson - bateria (2010)
- Kyle Mayer – bateria (2010, 2012–presente)
- Matt Brown – bateria (2010–2011)
- Chad Huff - baixo (2016-2018), guitarra base (2012–2016)
- Chad Grennor - baixo (2018-presente)
- Luke Narey - bateria (2018-presente)

### Ex-membros
- Mike Underdown – vocal (1999-2001)
- Lewis "Big Lew" Cosby – baixo (1999-2001, 2002-2012)
- Ryan "Tater" Johnson – guitarra solo e vocal de apoio (1999-2016)
- Andy Parks – baixo (2001-2002)
- Ryan Collier - baixo (2012–2016)

## Discografia
Álbuns de estúdio
- 2001: Into the Half Moon
- 2004: Killing All That Holds You
- 2005: The Autumn Effect
- 2008: Division
- 2010: Feeding the Wolves
- 2012: Minus the Machine
- 2015: From Birth to Burial

EP
- 2006: Acoustic EP
- 2013: Live & Unplugged at the Tennessee Theater

Singles
- 2005: "Wasteland" – The Autumn Effect
- 2006: "Through the Iris" – The Autumn Effect
- 2006: "Waking Up" – The Autumn Effect
- 2008: "Beautiful" – Division
- 2008: "So Long, Good-Bye" – Division
- 2009: "Actions & Motives" – Division
- 2010: "Shoot It Out" – Feeding the Wolves
- 2011: "Fix Me" – Feeding the Wolves
- 2012: "Backlash" – Minus the Machine
- 2013: "Dancing With The Dead" – Minus the Machine
- 2013: "Minus the Machine" – Minus the Machine
- 2015: "Miscellanea" – From Birth to Burial
- 2015: "From Birth to Burial" – From Birth to Burial